# Letton (Castle)
Letton – wieś i civil parish w Anglii, w hrabstwie Herefordshire, w dystrykcie (unitary authority) Herefordshire. W 2001 civil parish liczyła 174 mieszkańców. Letton jest wspomniana w Domesday Book (1086) jako Letune.